# Washa
Washa (francuski Ouacha).- Pleme američkih Indijanaca, srodno Chawashama, nastanjeni na delti rijeke Mississippi u južnoj Louisiani, na Bayou La Fourche kod sadašnjeg Labadievillea, župa (parish) Assumption. 

## Ime
Znmačenje imena nije poznato (Swanton).

## Etnografija
Kultura Chitimachan plemena stara je u dolini donjeg Mississippija najmanje 6,000 godina, a prisutnost čovjeka najmanje 12,000. Kada su 1699 pristigli Francuzi Washa, Chawasha, Chitimacha i Yagenechito bili su najsnažnija plemena do nje doline Mississippija, veza ni u konfederaciju s nekih 15 poluautonomnih sela, i vrhovnim Grand Chiefom u selu kod današnjeg Charentona. 
Živjeli su od agrikulture i uzgoj kukuruza, graha i tikava, te lova i ribolova, što je bio muški posao. Od lovnih životinja tu je živio jelen, puran i aligator, te razne vrste riba i školjaka. Svako selo imalo je i hambare koji su bili podignuti iznad zemlje, kako bi se sačuvali od raznih životinja i druge gamadi. –Za pleme Washa i Chawasha može se reći da su poznavali upotrebu atl-atla, i za razliku od susjednih plemena Chitimachan govornici nisu imali svetišta, kao susjedni Natchezi i Muskhogeani. Puhaljku sa strelicama od trske, inače rijetka u Sjevernoj Americi, također su poznavali, a služila im je za lov na ptice i drugu manju divljač Po rijekama i jezerima kretali su se dugout-kanuima koji je služio i za transport.

## Povijest
Prvi kontakt Washa s bijelcima bio je napad koji su s Chawashama izveli 1543. na flotu Luis Moscoso de Alvardo, članom Bernando de Sotove ekspedicije na ušću Mississippija. S Francuzima Washe žive u dobrom odnosima, a 1718. smješteni su u blizini New Orleansa, na južnoj strani Mississippija. U Les Allemandsu na zapadnoj obali Mississippija nalazimo ih 1739. (njih oko 200 po Swantonu) a žive zajedno s Chawashama. Godine 1758. ova dva plemena imaju tek jedno selo i svega 10 do 12 ratnika. Prema Sibleyu (1832) preostalo je svega 5 ljudi (dva muškarca i 3 žene) koje žive među francuskim obiteljima.

## Vanjske poveznice
- The Louisiana Indians
- Frederick Webb Hodge, Washa Indian Tribe History[neaktivna poveznica]